# Quảng Thọ, Sầm Sơn
Quảng Thọ là một phường thuộc thành phố Sầm Sơn, tỉnh Thanh Hóa, Việt Nam.

## Địa lý
Phường Quảng Thọ nằm ở phía tây thành phố Sầm Sơn, thuộc hữu ngạn sông Mã, có vị trí địa lý:
- Phía đông giáp phường Quảng Châu
- Phía tây giáp thành phố Thanh Hóa
- Phía nam giáp phường Quảng Vinh
- Phía bắc giáp huyện Hoằng Hóa với ranh giới là sông Mã.

Phường có diện tích 4,69 km², dân số năm 2016 là 8.472 người, mật độ dân số đạt 1.806 người/km².

## Lịch sử
Vùng đất thuộc phường Quảng Thọ ngày nay, vào đầu thế kỉ 19 thuộc tổng Giặc Thượng, huyện Quảng Xương, phủ Tĩnh Gia, nội trấn Thanh Hóa. Năm Minh Mạng thứ 2 (1821), tổng Giặc Thượng đổi thành tổng Kính Thượng, từ thời Đồng Khánh đến trước năm 1945 thuộc tổng Cung Thượng, huyện Quảng Xương, phủ Tĩnh Gia, tỉnh Thanh Hóa.
Sau năm 1945, thuộc xã Bạch Đằng, huyện Quảng Xương. Năm 1948, các xã Lãnh Phiên, Bạch Đằng và Lê Viêm sáp nhập thành xã Quảng Châu. Năm 1954, một phần lãnh thổ xã Quảng Châu được tách ra để lập các xã Quảng Vinh và Quảng Thọ, tên gọi Quảng Thọ xuất hiện từ đây.
Từ ngày 15 tháng 5 năm 2015, xã Quảng Thọ chuyển về trực thuộc thị xã Sầm Sơn.
Ngày 19 tháng 4 năm 2017, Ủy ban Thường vụ Quốc hội ban hành Nghị quyết số 368/NQ-UBTVQH14. Theo đó, thành lập phường Quảng Thọ trên cơ sở toàn bộ 4,69 km² diện tích tự nhiên và 8.472 người của xã Quảng Thọ, đồng thời chuyển thị xã Sầm Sơn thành thành phố Sầm Sơn thuộc tỉnh Thanh Hóa.
Phường Quảng Thọ gồm các khu dân cư: 
- Khu dân cư Hòa Chúng: tên nôm là làng Đồn; đầu thế kỉ 19 là thôn Đồn thuộc xã Giặc Thượng, tổng Giặc Thượng; đời Minh Mạng là thôn Hòa Chúng thuộc xã Kính Thượng, tổng Kính Thượng; cuối thế kỉ 19 là thôn Hòa Chúng thuộc xã Cung Thượng, tổng Cung Thượng.
- Khu dân cư Thọ Đài: đầu thế kỉ 19 là thôn Đông thuộc xã Điều An, tổng Giặc Thượng, cuối thế kỉ 19 thuộc xã Điều An, tổng Cung Thượng.
- Khu dân cư Văn Phú: đầu thế kỉ 19 là thôn Dịch thuộc xã Điều An, tổng Giặc Thượng, cuối thế kỉ 19 thuộc xã Điều An, tổng Cung Thượng.

## Giao thông
- Phường Quảng Thọ có quốc lộ 47 chạy qua.